# Долутали метак
„Долутали метак” је југословенски ТВ филм из 1964. године. Режирао га је Марио Фанели а сценарио је написао Слободан Новак

## Улоге
| Глумац            | Улога |
| ----------------- | ----- |
| Ана Карић         |       |
| Јован Личина      |       |
| Драго Митровић    |       |
| Зорко Рајчић      |       |
| Фабијан Шоваговић |       |